# Weigeltisauridae
De Weigeltisauridae zijn een familie van uitgestorven glijdende neodiapside reptielen die leefden tijdens het Laat-Perm, tussen 258 en 252 miljoen jaar geleden. Fossielen van weigeltisauriden zijn gevonden in Madagaskar, Duitsland, Groot-Brittannië en Rusland. Een mogelijke weigeltisauride, Wapitisaurus, is gevonden in lagen uit het Vroeg-Trias van Noord-Amerika, maar de slechte bewaring ervan maakt toewijzing aan de groep twijfelachtig. Ze worden gekenmerkt door lange, holle staafvormige botten die zich zijdelings uitstrekken vanaf de romp, die waarschijnlijk vleugelachtige membranen ondersteunden. Vergelijkbare membranen worden ook gevonden bij verschillende andere uitgestorven reptielen zoals kuehneosauriden en Mecistotrachelos, evenals levende glijdende hagedissen, hoewel elke groep deze structuren onafhankelijk ontwikkelde.

## Naamgeving
De familie Weigeltisauridae werd in 1939 benoemd door Oskar Kuhn.
De klade is in 1997 door Merck gedefinieerd als de groep bestaande uit de laatste gemeenschappelijke voorouder van Coelurosauravus elivensis en Wapitisaurus problematicus; en al zijn afstammelingen. De definitie stamt uit een tijd dat Weigeltisaurus zelf als een nomen dubium beschouwd werd en dus niet in definities opgenomen. Het geslacht wordt tegenwoordig weer als geldig gezien; verankering op het naamgevende taxon wordt ook verplicht gesteld door de PhyloCode,

## Anatomie
De schedels en kaken van weigeltisauriden zijn versierd met hoorns en knobbeltjes, waaronder kameleonachtige franjes. De romp en ledematen zijn slank. De skeletten van weigeltisaurden worden verlicht door grote luchtruimten (skeletale pneumatiek) in de botten. De kootjes van de handen en voeten zijn langwerpig en contrasteren sterk met die van de meeste andere basale diapsiden, maar zijn vergelijkbaar met die van moderne boomhagedissen. Uniek voor weigeltisauriden bezit de groep tussen de vijfentwintig en dertig paar lange, holle staafachtige botten, die uitsteken vanaf de onderbuik. Er is voorgesteld dat deze gemodificeerde gastralia zijn of anders een nieuwe botossificatie, bijvoorbeeld van kraakbeen of bindweefsel.

## Paleobiologie
Er is gesuggereerd dat Weigeltisauriden boombewonende insecteneters waren. Hun ledemaatmorfologie was goed aangepast aan het grijpen van boomschors, inclusief verticale boomstammen. Ze waren gespecialiseerd in de beweging in de bomen en zouden ze waarschijnlijk niet in staat zijn geweest om snel of efficiënt op de grond te bewegen. De schedelversiering kan gediend hebben om te pronken.

### Glijvluchten
Het membraan van weigeltisauriden verschilt van dat van andere glijdende reptielen, die gemodificeerde ribben zijn die afkomstig zijn van het bovenste zijoppervlak van het lichaam. Bij weigeltisauriden daarentegen zijn de staven afkomstig van het onderste laterale oppervlak van het lichaam. Het oprollen en ontvouwen van het membraan werden waarschijnlijk gecontroleerd door de buikspieren. Bewaarde fossielen laten zien dat de benige staven een hoge mate van flexibiliteit hadden, vergelijkbaar met de ribben van levende glijdende hagedissen. Vanwege de lage vleugelconfiguratie is het waarschijnlijk dat het glijoppervlak naar boven is gekanteld om de stabiliteit te vergroten. Bij levende glijdende hagedissen is gebleken dat de voorpoten het membraan tijdens de vlucht vastgrijpen, wat suggereert dat ze worden gebruikt om de spanning van de vlieghuid tijdens de vlucht te controleren. Soortgelijk gedrag is voorgesteld voor weigeltisauriden. In een onderzoek uit 2011 waarin Coelurosauravus en andere uitgestorven glijdende reptielen werden vergeleken met moderne Draco-soorten, bleek Coelurosauravus een minder efficiënte zwever te zijn dan de moderne Draco vanwege zijn grotere lichaamsgrootte, met een aanzienlijke hoogtedaling per glijvlucht.

## Verwantschappen
Weigeltisauriden zijn over het algemeen geïnterpreteerd als zeer basale neodiapsiden, die buiten Sauria liggen. Er is gesuggereerd dat ze nauw verwant zijn aan de Drepanosauridae, een groep boombewonende basale neodiapsiden die inheems waren in het noorden van Pangea tijdens het Laat-Trias. De voorgestelde clade die de twee groepen bevat, werd in 2004 door Senter Avicephala genoemd. Voorgestelde synapomorfieën van deze clade omvatten:
- afwezigheid van intercentra in de nek
- afwezigheid van intercentra in de rug
- In de schoudergordel ligt de verhouding tussen de horizontale breedte aan de basis van het schouderblad tot de verticale hoogte van het blad tussen de 0,4 en 0,25
- Een buitenste uitsteeksel van het vijfde middenvoetsbeentje ontbreekt.